# 卢跃刚
卢跃刚（1958年—），男，四川雅安人，中华人民共和国作家、记者和学者，曾任《中国青年报》经济部副主任、机动记者组组长、新闻编辑中心副主任、策划部副主任，《冰点》周刊副主编，中国作家会员，中国报告文学学会理事。

## 生平
1975年赴四川雅安乡村插队务农。1980年应征入伍，历任师、团新闻干事，北京市城市建设工程公司干部，1987年毕业于中国记协职工新闻学院。1993年加入中国作家协会，为天则经济研究所理事。
曾獲「中國潮」、《中國作家》、《當代》、《青年文學》、中國報告文學學會、徐遲報告文學獎、獨立中文筆會自由寫作獎等獎項。。
2004年7月，盧躍剛在互聯網上發表上萬字的给时任共青团常务书记赵勇，痛斥其在一次會議上以充滿"恐嚇和無知"的講話訓斥報社中層幹部，要他們做黨的喉舌。。
2005年12月出任刘宾雁治丧委员会委员。

## 作品
小说：《潮地》、《雾域》
纪实文学：《大国寡民》、《人体躁动》、《创世纪荒诞》、《超越世纪：性艺术在中国》、《关广梅现象回顾》、《辛未水患》、《长江三峡：中国的史诗》、《以人民的名义》、《春天里的神话》、《乡村八记》、《在那酒神徘徊的地方》、《在底层》、《赵紫阳传：一位失败改革家的一生》、《東方馬車：從北大到新东方的傳奇》、《長江三峽半個世紀的論證》、《藤崎一年》。

## 评价
2010年诺贝尔和平奖获得者刘晓波认为：“卢跃刚的名字大写在新闻良知榜上。”。
新东方教育集团董事长俞敏洪认为：“卢跃刚是一个社会问题的批判者，也是一个非常具备独立思考能力的人。”